# Creoleon cervinus
Creoleon cervinus is een insect uit de familie van de mierenleeuwen (Myrmeleontidae), die tot de orde netvleugeligen (Neuroptera) behoort. 
Creoleon cervinus is voor het eerst wetenschappelijk beschreven door Hölzel in 1983.